# I. e. 722

## Események
- A későbbi II. Sarrukín (a bibliai Szargón) asszír király (ur. i. e. 721-705) meghódítja Szamariát, és elhurcolja a zsidókat. Ezzel megszűnik Izrael királysága.